# Francisco Espoz y Mina
 (décembre 2022).
Si vous disposez d'ouvrages ou d'articles de référence ou si vous connaissez des sites web de qualité traitant du thème abordé ici, merci de compléter l'article en donnant les références utiles à sa vérifiabilité et en les liant à la section « Notes et références ».
Pour les articles homonymes, voir Mina.
Francisco Espoz y Mina, né le 17 juin 1781 à Idocin (es) en Navarre et mort le 24 décembre 1836 à Barcelone, est un général espagnol.

## Biographie

### Jeunesse
Il naît en Navarre, dans le petit village d'Idocin (es), le 17 juin 1781. Son père, Juan Esteban Espoz y Mina, et sa mère, Maria Teresa Hundain y Ardaiz, sont de simples laboureurs. Quand il sait lire et écrire, il s'adonne aux travaux des champs et ne reçoit aucune autre forme d'éducation. Son père mort, il le remplace et se met à la tête de son petit patrimoine : il vit ainsi jusqu'à 26 ans.

### Guerre d'indépendance espagnole
L'invasion française de 1808 le tire de la vie champêtre et il entre en qualité de volontaire dans le bataillon de Doyle le 8 février 1809. Peu de temps après, il passe dans la guérilla de son neveu Francisco Xavier Mina. Cette bande ayant été dissoute en 1810 et Francisco Javier fait prisonnier par les Français, sept hommes reconnaissent l'oncle pour leur chef.
À peine à la tête de sa petite troupe, il est nommé par la junte aragonaise commandant en chef des guérillas de Navarre. La régence, qui gouverne le royaume en l'absence de Ferdinand VII, le confirme dans ce poste et l'élève successivement aux grades de colonel, de brigadier, de maréchal de camp et de commandant général du haut Aragon. Sa première mesure comme chef des guérilleros navarrais est de désarmer tous les autres chefs de bande et de réunir leurs troupes à la sienne. À partir de cette époque, Mina prend une attitude plus régulière. À force d'activité, il organise un corps de partisans qui fait essuyer de lourdes pertes à l'armée française. Plusieurs fois trahi et battu partiellement, il se rallie cependant à chaque fois et est surnommé par les Français le « roi de Navarre ». Il soutient durant cette période cent quarante-trois combats, sans compter les escarmouches et les petites rencontres. Les actions les plus importantes sont : celle de Rocafort y Sanguesa, où, avec 3 000 hommes il en défait 5 000 et s'empare de toute leur artillerie ; celle d'Arlaban, où il prend tout un convoi qui retournait en France, et délivre 700 prisonniers espagnols. Le maréchal Masséna, auquel ce convoi sert d'escorte, a été retenu quelques heures en arrière et échappe de peu à cette embuscade. Il livre également le combat de Mañeru, où il vainc la division du général Abbé, forte de 7 000 hommes, et les engagements d'Egea, d'Ayube, de Placencia ; la seconde affaire d'Arlaban où périt un secrétaire de Joseph Bonaparte, la prise du château d'Aljaferia et l'entrée à Saragosse en 1813 ; enfin la prise de Jaca, au mois de janvier 1814.
Indépendamment de ces affaires locales, Mina contribue de façon décisive à la bataille de Salamanque remportée sur les Français par les troupes anglo-portugaises, en arrêtant en Navarre, pendant 53 jours, la marche de 26 000 hommes et 80 pièces de canon, destinés à joindre l'armée du maréchal Marmont. Plus tard, il concourt au gain de la bataille de Vitoria en empêchant les divisions de Clauzel et de Foy, fortes de 28 000 hommes, de rejoindre l'armée principale. Il intercepte leur correspondance, de manière que l'ordre qui appelle ces deux généraux ne leur parvient pas.

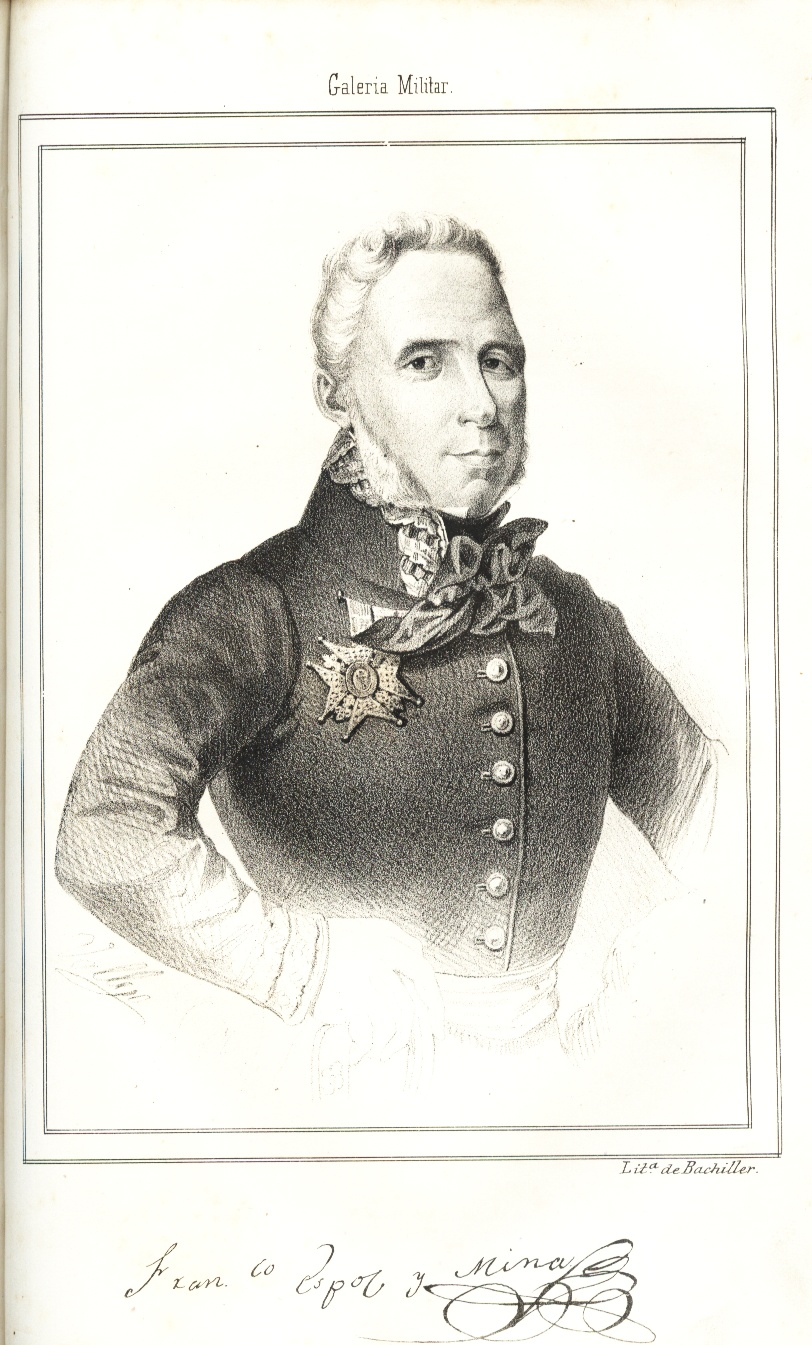
Le général Mina.

Exaspérés par les revers essuyés en Navarre, les Français répliquent en pendant et fusillant la plupart des officiers et soldats capturés, et emmenant en France un grand nombre de familles espagnoles ; la tête de Mina lui-même est mise à prix. Dans ces circonstances, Mina use de représailles, et le 14 décembre 1811, il publie une proclamation dont le premier article est ainsi conçu : « en Navarre, on déclare la guerre à mort et sans quartier, sans distinction de soldats ni d'officiers, y compris même l'Empereur des Français ». Pour un officier espagnol exécuté par l'ennemi, Mina en fait fusiller quatre, et vingt soldats pour un. Il tient toujours en réserve, dans une vallée de Roncal, un grand nombre de prisonniers voués à ces exécutions. Aux premières ouvertures des généraux français, Mina adhère à leur demande de faire cesser cette spirale de violence.
Mina n'est surpris qu'une seule fois, le 23 avril 1812. Trahi par Malcarado, l'un de ses officiers, entré en contact avec le général Pannetier, il se voit entouré au village de Robres par 1 200 hommes. Attaqué par cinq hussards au seuil de la maison où il est logé, il se défend avec la barre de la porte le temps que ses hommes lui préparent un cheval. Ayant réussi à rallier quelques-uns des siens, il soutient le combat pendant trois quarts d'heure et donne le temps à ses soldats de se mettre en sûreté. Le lendemain, il fait fusiller Malcarado et pendre trois alcades et un curé qui ont trempé dans le complot.
Mina parvient à organiser une division de neuf régiments d'infanterie et deux de cavalerie qui, à la fin de la campagne, forment un ensemble de 13 500 hommes. Il a eu, au cours de ses différents combats, quatre chevaux tués sous lui et a reçu plusieurs blessures, dont une balle au genou, qu'il garde toute sa vie. Il établit pour son armée des fabriques ambulantes d'armes et de munitions qu'il transporte avec lui ou cache dans les montagnes. Pour couvrir ses dépenses, il bénéficie du produit d'une douane que lui-même a établie sur la frontière de France, et une contribution mensuelle de cent onces que la douane d'Irun a consenti à lui payer afin de ne pas entraver ses opérations. Il joint à ces revenus les prises faites sur les Français, les amendes dont il frappe des Espagnols suspects et quelques dons volontaires.
Dans le but de conserver les institutions civiles, il forme un tribunal de justice qui siège dans son camp, et auquel les peuples d'Alava et du Guipuscoa, ainsi que ceux du haut Aragon, viennent soumettre leurs différends. Il y joint aussi le tribunal ecclésiastique de Pampelune, alors occupée par les Français. Nommé chef politique de la Navarre en 1813, Espoz y Mina, qui appartient à la franc-maçonnerie, profite de sa double autorité civile et militaire pour favoriser le renforcement des libertés publiques.

### Déboires en Espagne et en France
En 1814, Mina, ayant passé la frontière, est occupé à bloquer Saint-Jean-Pied-de-Port ; lorsque la paix met fin à la campagne d'invasion, Ferdinand, rétabli sur son trône, désire le rencontrer. Cependant, ses opinions libérales font scandale à la Cour, qui, pour l'éloigner, fait courir le bruit en Navarre que sa division va cesser d'être considérée comme troupe de ligne et traitée comme corps franc. De nombreuses désertions se produisent et Mina est renvoyé dans sa province pour sévir contre les transfuges. Sa présence permet de calmer les esprits et une proclamation ramène sous les drapeaux 2 500 déserteurs. Persuadé de l'attachement de ses compagnons d'armes et opposé au caractère absolutiste du régime de Ferdinand VII, Mina conçoit le projet de s'emparer de Pampelune afin d'y rétablir la Constitution de Cadix.
La tentative a lieu dans la nuit du 25 au 26 septembre. Elle échoue, et le 4 octobre, Mina, réduit au rôle de fugitif et de proscrit, se réfugie en France, où il est reçu avec une distinction marquée par ses anciens adversaires. Il est à peine arrivé à Paris qu'il est arrêté sur la demande du comte de Casa Florès, ambassadeur d'Espagne, mais est rapidement relâché. Il vit alors à Bar-sur-Aube d'une modeste pension octroyée par le gouvernement français.
Pendant les Cent-Jours, Napoléon Ier veut l'attacher à son service et lui refuse le passeport qu'il a demandé pour quitter la France. Mina s'échappe toutefois clandestinement de Bar-sur-Aube, et, poursuivi par les gendarmes, il réussit à gagner la frontière et à se retirer à Bâle. Il se rend ensuite à Gand mais ne combat pas à Waterloo. Il revient peu après à Paris avec l'émigration de la seconde Restauration. Arrêté en 1816 par M. de Cazes avec le comte de Toreno et quelques autres proscrits espagnols accusés de conspiration contre les Bourbons, il est libéré après deux mois de captivité. Il demeure à Paris jusqu'en 1820.

### Guerre civile espagnole (1822-1823)
La pierre de la constitution ayant été relevée à l'île de León, Mina vient la proclamer une seconde fois en Navarre. Quelques hommes se joignent à lui, et redevenu comme autrefois chef de partisans, il marche sur Pampelune qui lui ouvre ses portes. Après que la constitution a triomphé à Madrid, il est nommé par Ferdinand capitaine général de la Navarre, mais il obtient d'être transféré en Galice. Dans le cadre de ses fonctions, il empêche la formation des bandes insurgées qui ravagent les provinces voisines. De Galice, il passe à Léon où il sert comme simple soldat parmi les volontaires nationaux.
En 1822, Mina reçoit du ministre San Miguel le commandement de l'armée de Catalogne, destinée à agir contre l'insurrection absolutiste et apostolique. Il entre en Catalogne le 9 septembre, avec 800 fantassins et 275 chevaux. Le 10, il prend à Lérida le commandement de l'armée. La Catalogne est alors occupée par 30 000 insurgés qui sont maîtres de plusieurs places fortes, et qui ont à Urgell un gouvernement organisé sous le nom de Régence d'Espagne. En moins de six semaines, il parvient à organiser une armée. Il fait alors lever le siège de Cervesa et prend Castel-Fullit qu'il fait raser de fond en comble. Sur ses ruines, il fait placer l'inscription suivante :
Aqui existio Castel-Fullit.
Pueblos,
Tomad ejemplo :
No abrigueis a los enemigos de la patria.
Après ces débuts, Mina prend Balaguer, met en fuite la régence d'Urgell, s'empare de tous ses papiers, détruit la bande de Romogosa et rejette sur le territoire français les débris de la rébellion. Après six mois d'une campagne victorieuse, il écrit au gouvernement que la guerre civile est terminée. Il est récompensé par le grade de lieutenant-général et par la grand'croix de l'ordre de Saint-Ferdinand d'Espagne. Il reçoit en même temps le commandement général de la Catalogne où il n'a jusqu'alors commandé que l'armée en tant que capitaine général.
Cependant les troupes françaises, concentrées sur la frontière sous le nom de cordon sanitaire, menacent d'une invasion la province pacifiée par Mina. Le 13 et le 14 avril 1823, elles passent en effet la frontière. Mina, pris au dépourvu, résiste pendant plus de deux mois, avec 6 000 hommes, au maréchal Moncey, dont l'armée forte de 20 000 fantassins et de 2 500 chevaux est appuyée par plus de 7 000 insurgés. Le gouvernement constitutionnel ayant été renversé à Madrid, Mina entre en pourparlers le 1er novembre 1823 avec le maréchal Moncey et obtient une capitulation honorable. Il remet Barcelone et les autres places aux Français avant de s'embarquer pour l'Angleterre sur un bâtiment français. Il se rend à Londres, où il passe dans la retraite les sept années de sa seconde émigration.

### Répression du mouvement carliste et fin de vie

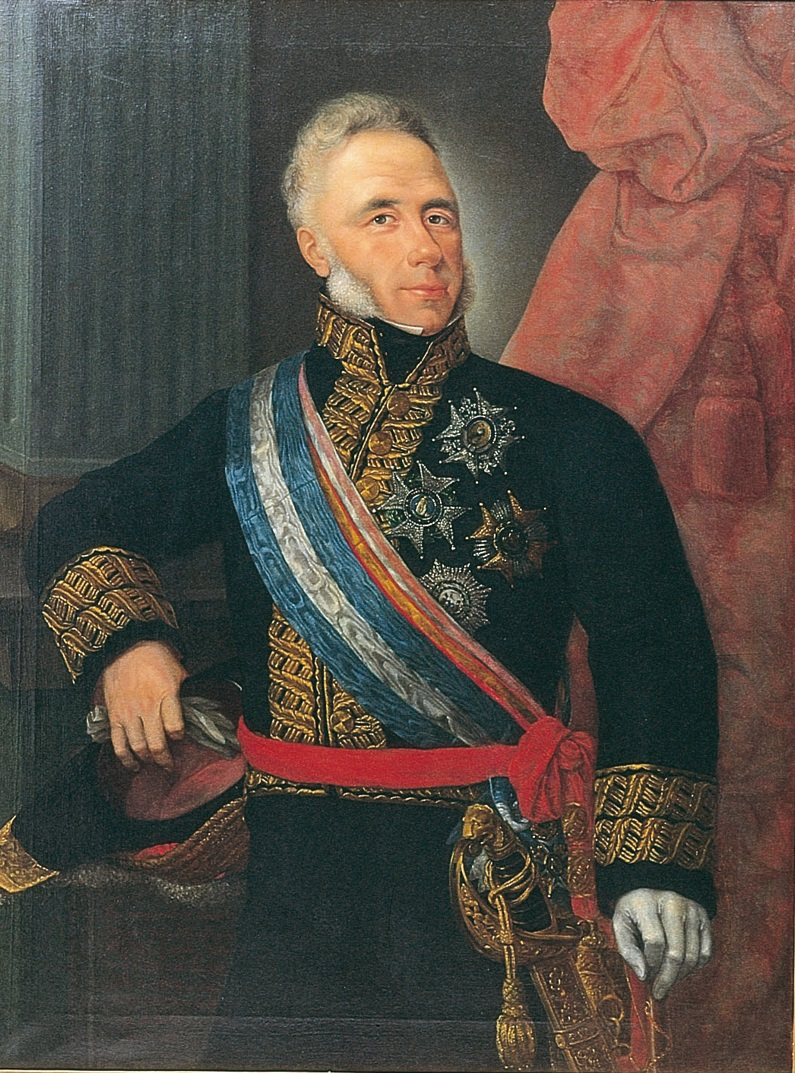
Francisco Espoz y Mina. Huile sur toile de José Vallespín y Aibar, 1858, palais de Navarre.

La Révolution de juillet 1830 l'amène à se rendre en France et à rentrer par là en Espagne où il décide de tenter un nouveau coup de force. Mis en fuite à Vera et poursuivi par le général Llander, il doit toutefois regagner la frontière de la France. Son exil dure encore quatre années supplémentaires. Ferdinand VII est mort et le ministère Zea a été renversé pour faire place à Martínez de la Rosa et au statut royal. Plusieurs amnisties sont publiées, mais le nom de Mina n'y figure pas. Il est finalement rappelé pour faire face à l'insurrection navarraise conduite par Tomás de Zumalacárregui, qui remporte victoire sur victoire. Par décret spécial, Mina est placé à la tête de l'armée navarraise.
L'ordre de rappel arrive en septembre 1834, alors que Mina se trouve aux eaux pour soulager un cancer à l'estomac. Il accepte tout de même de venir prendre le commandement qu'on lui confie. Suspect au gouvernement de Madrid à cause de ses opinions libérales, il voit son autorité partagée avec Llauder, son ennemi personnel, nommé ministre de la Guerre, et avec le vice-roi de Navarre. Réduit au simple commandement du corps d'armée de Navarre, Mina entame les opérations mais, affaibli par les progrès de sa maladie, il doit quitter le commandement de l'armée pour aller se faire soigner à Montpellier par son ami, le docteur Lallemand.
Il se trouve encore dans cette ville lorsqu'en août 1835 éclate le soulèvement des Juntes. Les Catalans rappellent Mina et le nomment de leur autorité capitaine général de Catalogne. Il se rend alors à Barcelone et rejette dans les montagnes les bandes carlistes, campagne marquée par l'assaut du fort de Notre-Dame-del-Horte. Il est le premier des capitaines généraux à créer dans sa province une junte de défense et d'armement, renonçant de ce fait à une partie de son autorité. Francisco Espoz y Mina meurt de maladie à Barcelone en décembre 1836, à l'âge de 55 ans environ, aux côtés de sa femme Juana Vega.

## Personnalité
Il est décrit comme un homme à la constitution robuste et aux formes carrées et athlétiques.